# Only With You
Singles de Captain Hollywood Project
More And More
(1992) All I Want
(1993)
Only With You est le deuxième single de Captain Hollywood Project sorti en 1993, après le hit dance More And More. Le single a été classé parmi les dix meilleurs tubes dance pendant 1993 dans plusieurs pays[réf. souhaitée].
Ce single est extrait de leur premier album Love Is Not Sex et qui connait à cette année la sortie de plusieurs 'maxi singles' comprenant plusieurs remix.